# ماتاریکی

در فرهنگ مائوری، ماتاریکی هم نام خوشه ستاره‌ای پروین و هم نام جشن اولین طلوع آن در اواخر ژوئن یا اوایل جولای است. این آغاز سال جدید در تقویم قمری مائوری است. از سال ۲۰۲۲ ماتاریکی در نیوزیلند تعطیل رسمی اعلام شد و اولین جشن در ۲۴ ژوئن همان سال برگزار شد. این سنت توسط مائوری‌های تاراناکی که دربخش بزرگی از ولینگتون سکنی گزیدند برپامی‌شد و نسل‌به‌نسل نگاه‌داشته‌شده‌است.
از نظر تاریخی، ماتاریکی معمولاً در ربع آخر ماه از ماه قمری Pipiri (حدود ژوئن) جشن گرفته‌می‌شد. این مراسم شامل مشاهده تک‌تک ستارگان برای پیش‌بینی‌های سال آینده، عزاداری درگذشتگان سال گذشته و هدیه غذا برای بازسازی ستاره‌ها بود.
برپائی جشن ماتاریکی در قرن بیستم کاهش یافت ولی در اوایل دهه ۱۹۹۰ دوباره احیا شد.

## نام و معنی
ماتاریکی نام مائوری برای خوشه ستارگان است که توسط ستاره‌شناسان غربی به‌عنوان پروین (Pleiades) در صورت فلکی ثور (Taurus) دیده‌می‌شود. Matariki نسخه کوتاه شده Ngā mata o te ariki o Tāwhirimātea یا "چشم‌های خدای Tāwhirimātea " است. طبق اساطیر مائوری، توهیریماتئا، خدای باد و آب‌وهوا، از جدایی زمین و آسمان - پدر و مادرش، رنگینویی و پاپاتوآنوکو - خشمگین‌شد. توهیریماتئا که در جنگ از برادرش شکست خورده بود به آسمان گریخت تا با رانگینویی زندگی کند، اما از شدت خشم، ابتدا چشمانش را به نشانه تحقیر نسبت به خواهر و برادرش بیرون آورد و آنها را به آسمان پرتاب کرد، که به سینه پدرش چسبیدند. در سنت مائوری، پیش‌بینی‌ناپذیری بادها به نابینایی تاویتیماتئا نسبت داده می‌شود.

### در پلینزی
کلمه ماتاریکی یا مشابه آن که به خوشه پروین اشاره دارد در بسیاری از زبان‌های پلینزی یافت می‌شود. در جزایر مارکیز این خوشه ستاره به‌عنوان Matai'i یا Mata'iki، در جزایر کوک به Matariki، و در مجمع‌الجزایر توآموتو به‌عنوان Mata-ariki شناخته می‌شود. کلمه ماتاریکی در بیشتر این زبان‌ها به‌معنای «چشم‌های خدا» یا «چشم‌های رئیس» است. در هاوایی، ظهور ماکالی‌ای در ماه نوامبر، فصل چهارماهه ماکاهیکی را آغاز می‌کند، که به احترام لونو، خدای کشاورزی و باروری است. در تونگا، مانند هاوایی، سال به دو فصل تقسیم می‌شود که بر اساس این که آیا خوشه پروین پس از غروب خورشید قابل مشاهده است یا نه نامگذاری می‌شوند.

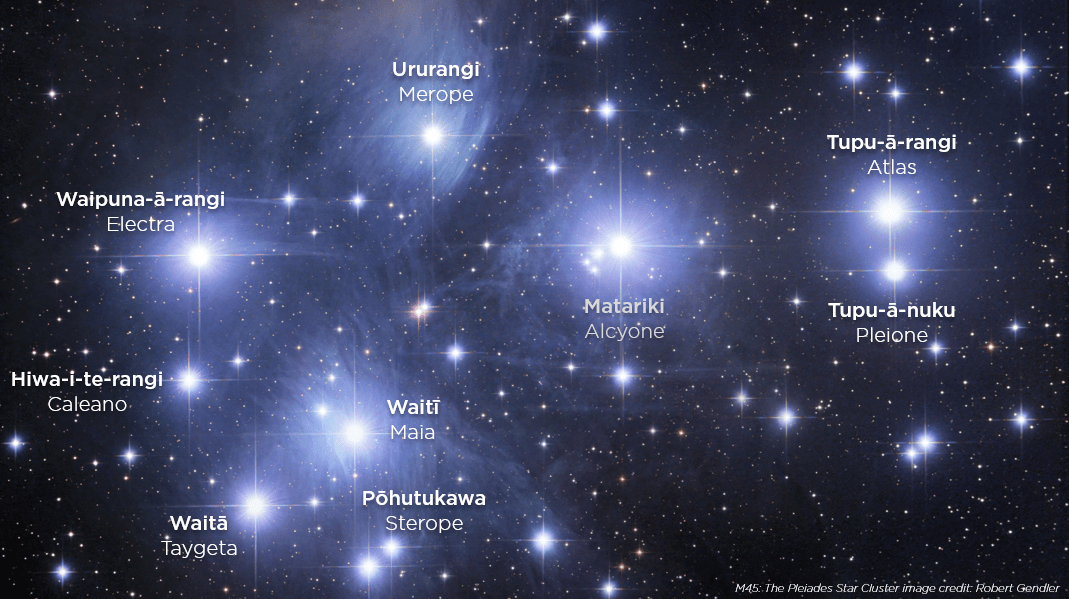
اسامی مائوری و یونانی برای نه ستاره ماتاریکی

بسیاری از منابع مائوری، به ویژه منابع قدیمی‌تر، هفت ستاره را در ماتاریکی فهرست می‌کنند: خود ماتاریکی، ستاره مرکزی و شش فرزند. شش ستاره دیگر گاهی اوقات به‌عنوان دختران ماتاریکی نامیده‌می‌شوند. پیشنهاد شده‌است که ایده ماتاریکی به عنوان یک گروه از هفت ستاره زن تحت تأثیر مفهوم «هفت خواهر» در ستاره‌شناسی یونان بوده‌است.
صورت فلکی ماتاریکی (Pleiades) در بیشتر ایام سال در نیمکرهٔ جنوبی (مانند نیوزیلند) قابل مشاهده است، به جز برای تقریباً یک ماه در وسط نیمکره جنوبی. ماتاریکی سرانجام در ماه مه در غرب غروب می‌کند و درست قبل از طلوع خورشید در اواخر ژوئن یا اوایل ژوئیه، که اولین ماه تقویم قمری مائوری (Pipiri) است، دوباره ظاهر می‌شود.